# Conciergerie
A Conciergerie a francia főváros, Párizs egyik történeti épületegyüttese, a Cité-szigeten elhelyezkedő, a 13–14. században a francia királyok által lakott Cité-palota északi, Szajna-parti szárnya. A 14. század eleji gótikus épületrész rövid ideig a királyi család és a palotaőrség lakhelyéül szolgált, a 14. század második felétől azonban hírhedt börtön működött a falai között. A 19. század második felétől az átalakított épületegyüttes igazságszolgáltatási szerveknek, bírósági hivataloknak ad otthont. A középkori arculatát őrző Conciergerie a Szent Kápolna mellett a középkori királyi palota legrégebbi fennmaradt része, impozáns városképi elem.

## Elnevezése
A conciergerie magyar jelentése ’házmesteri lakás’ (concierge a. m. ’házmester’), a középkorban azonban e titulussal illették a királyi palota nagy hatalmú gondnokát is, akinek idővel privilégiumai közé tartozott a palota szolganépe feletti ítélkezés joga is.

## Története
A Cité-sziget a Capetingek korától fogva kisebb-nagyobb megszakításokkal a francia uralkodók székhelyéül szolgált. Korábban, 508-ban már I. Klodvig is kibővítette a Római Birodalom lutetiai helytartójának a szigeten álló palotáját, halálával azonban az épület enyészetnek indult. A 9. század végén, 886 után Párizs grófja, a nyugati frankok későbbi királya, Odo volt az, aki kibővítette és állandó lakhelyévé tette a Klodvig-féle palotát. Egyik utódja, a 987-ben a trónra kerülő, a Capeting-dinasztiát megalapító I. Hugó itt, a Cité-palotában helyezte el a királyi tanácsot (Curia Regis) és más közhivatalokat. Az őt követő királyok majd mindegyike hozzátett valamit az épületegyütteshez. II. Róbert a 11. század elején masszív falakkal és körtornyokkal erősítette meg a palotát. II. Fülöp Ágost a 13. század elején itt helyezte el a királyi kincstárat és levéltárat, emellett maga is itt rendezte be párizsi udvartartását.
A Cité-palota ma Conciergerie néven ismert északi épületszárnyának történetében az első jelentős lépés IX. Lajos nevéhez fűződik. A 13. század közepén ő építtette fel a négy ma is álló körtorony legnyugatibb tagját, a Bonbec-tornyot (tour Bonbec). Ennek évszázadokon keresztül rettegett híre volt, falai között folytak ugyanis a kínvallatások. Erre utal a névadás is: bon bec magyarul ’jó csőr’, utalásul a kínzókamra szörnyűségeire, a válogatott eszközökre, amelyek hatására valamennyi száj engedelmesen megnyílt.
IV. Fülöp uralkodása alatt készült el a Conciergerie jelentős része. Az uralkodó kancellárját, Enguerrand de Marignyt kérte fel arra – feltehetően az 1280-as években –, hogy a királyi család otthonát, hálószobáit és szalonjait is magában foglaló épületszárny terveit elkészíttesse, és az építkezést felügyelje. A 14. század elejére készült el a Szajna partjával párhuzamosan futó épületszárny, amelynek nyugati kiszögellése a korábban felépült Bonbec-torony lett, a középső részét pedig két hatalmas ikertorony, az Ezüst- és a Caesar-torony tagolta (tour d’Argent, illetve tour de César). Itt nyert elhelyezést a boltozatos Őrök terme (salle des Gardes), ebből pedig a hatalmas Fegyveresek terme (salle des Gens d’armes) nyílt, ahol a Cité-palota őrizetére kirendelt 2 ezer fegyveres elhelyezéséről kellett gondoskodni. Az épület első emeletén, közvetlenül a Fegyveresek terme fölött alakították ki 1302–1315 között a király törvénynapjainak és fogadásainak helyet adó, gazdagon díszített fa dongaboltozatos, a francia királyok faszobrait felvonultató Nagytermet (Grand-Salle).

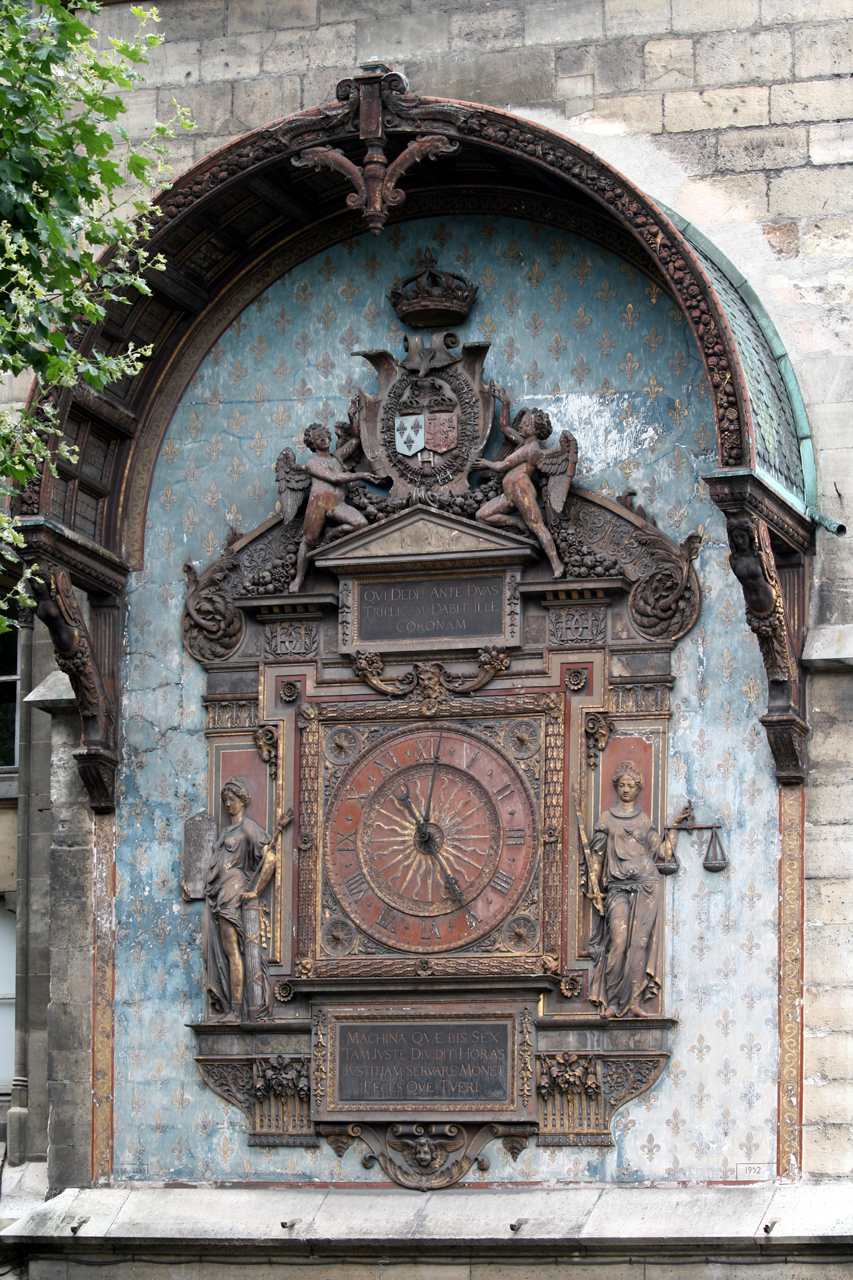
Az Óratorony részlete

A Fegyveresek terme és a Nagyterem északi szomszédságában II. János 1350 körül kétszintes konyhát alakíttatott ki, amely az uralkodó fogadásait és a fegyveres őröket egyaránt kiszolgálta. Ugyancsak az ő nevéhez fűződik a Conciergerie keleti tornyának, a másik háromnál magasabb, négyszög alaprajzú Óratoronynak (tour de l’Horloge) az építtetése. A névadó óra – Párizs első köztéri időmérő szerkezete – csak 1370-ben, V. Károly uralkodása alatt került fel a torony keleti falára. A király és családtagjainak lakosztályai a Conciergerie nyugati részén sorakoztak. Ezt a részt egy kisebb, észak–déli tengelyű épületszárny, a Mercière-galéria (galérie Mercière) kötötte össze a Szent Kápolnával, hogy a királyi család tagjai az épület elhagyása nélkül közelíthessék meg a szent helyet.
A francia uralkodók nem sokáig élvezhették a IV. Fülöp által építtetett és II. János által bővített Conciergerie pompáját. A százéves háború során kivetett magas hadi adókkal elégedetlen párizsi polgárok 1358-ban – még II. János uralkodása alatt – Étienne Marcel városi elöljáró vezetése alatt fegyverekkel támadták meg a királyi palotát. Felkelésüket hamar leverték ugyan, de János utódja, V. Károly egész udvartartásával együtt átköltözött a Louvre-kastélyba. A Cité-palotában ezt követően közhivatalok – kincstár, kancellária, bíróság – rendezkedtek be, a Conciergerie vaskos falai között pedig a 14. század második felében börtönt alakítottak ki. A monumentális termeket reprezentatív célokra fenntartották, XII. Lajos 1502-ben még fel is újíttatta a Nagytermet. A munka eredményeként a rendkívüli pompával berendezett, szinte már hivalkodóan túldíszített, aranyozott mennyezetű helyiség neve egy időre Aranyszoba (Chambre dorée) lett. A terem 1618-ban kiégett, s ezt követően Medici Mária régens parancsára, Salomon de Brosse tervei alapján itt alakították ki az Elveszett Léptek termét (salle des Pas perdus). A munkálatok 1626-ban értek véget, ennek során a famennyezetet kőboltozattal váltották ki, de a belső tér gótikus eszmény szerinti kialakítását nem bontották meg.
A forradalmat megelőző ancien régime-ben itt helyezték el a tárgyalásukra váró őrizeteseket is, akik perének lefolytatására az emeleti Elveszett Léptek termében, az igazságszolgáltatási hatóság, a Párizsi Parlament (Parlement de Paris) üléshelyén került sor. 1776-ban a Cité-palota nagy részét tűz pusztította el, s az 1782–1786 közötti átépítések részlegesen a Conciergerie-t is érintették. Az épület a nagy francia forradalom alatt élte meg történetének leghírhedtebb korszakát, itt gyűjtötték össze ugyanis az Elveszett Léptek termében ülésező Forradalmi Törvényszék által letartóztatott személyeket. Ezekben az években összesen 2700–2800 elítélt fordult meg a Conciergerie-ben, és többségük guillotine alatt végezte. A Fegyveresek termében zsúfolták össze azokat, akik nem voltak elég tehetősek ahhoz, hogy pénzen váltsanak meg egyet a nyomorúságos magánzárkákból. Ez utóbbiakban várt kivégzésére 1793-ban többek között Charlotte Corday és Mária Antónia, 1794-ben pedig Danton, Robespierre és a tudós Lavoisier.

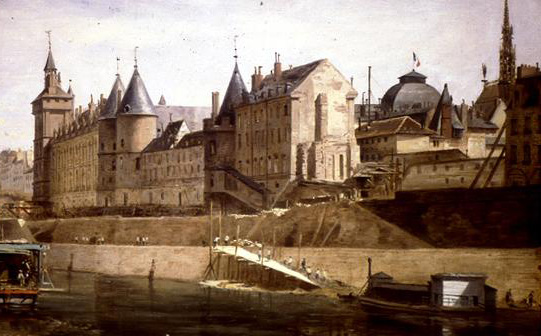
A Conciergerie 1858 körül Adrien Dauzats festményén

A 19. század második felében nagyszabású átalakítások érték az egész Cité-szigetet, lakónegyedeket tettek a földdel egyenlővé, és helyükön középületeket emeltek. Az átépítések a Cité-palotát, és északi szárnyát, a Conciergerie-t sem hagyták érintetlenül. Louis-Joseph Duc és Honoré Daumet építészpáros irányítása alatt a Caesar-torony és az Óratorony közötti részen alakították ki 1859-ben a Legfelsőbb Bíróság (Tribunal de grande instance, TGI) hivatali helyiségeit. A korábban kétszintes épületszárnyra egy harmadik szintet emeltek középkori stílusban. Ezt követően a Conciergerie nyugati, az Ezüsttorony és a Bonbec-torony közötti szárnyának átépítésére került sor, ahol a Fellebbviteli Bíróság (Cour de cassation) nyert elhelyezést. Duc és Daumet ezúttal 17–18. századi építészeti minták alapján dolgozott. Az 1869-ben elkészült épület jóval túlnyúlt a Bonbec-tornyon, s a végeredmény szerencsésebbnek mondható a keleti szárny 1859-es átépítésénél. A párizsi kommün vérzivataros eseményei során, 1871-ben az Elveszett Léptek termét a kommünárok felgyújtották, a boltozatok egy része leomlott, s a Fellebbviteli Bírósághoz tartozó szárny is jelentős károsodásokat szenvedett. Az ezt követő helyreállítást szintén Duc és Daumet vezette.
A börtönt 1914-ben számolták fel, s azóta a Legfelsőbb, illetve a Fellebbviteli Bíróság foglalja el a teljes épületszárnyat. A Conciergerie egyre kevésbé tudja ellátni újkori feladatát: az igazságszolgáltatási szervek kinőni látszanak az épületet, amely egyébként tűzvédelmi szempontból sem felel meg az előírásoknak. 1999-ben a Jospin-kormányzat határozatot hozott arról, hogy a Legfelsőbb Bíróságot egy a XV. kerületben 2006-ig felépítendő, modern székházba kell kiköltöztetni. A tervek szerint ezt követően teljes egészében a Fellebbviteli Bíróság foglalná el a felújított és modernizált Conciergerie-t. E tervek azonban mindmáig sem váltak valóra. A Conciergerie nagytermei ma reprezentatív célokat szolgálnak, hivatalos fogadások mellett magán- vagy céges rendezvényekre is ki szokták bérelni. A Conciergerie épülettömbje – a hivatali helyiségek kivételével – belépőjegy ellenében látogatható, s egyebek mellett megtekinthető Mária Antónia cellájának rekonstrukciója is.

## Az épület leírása

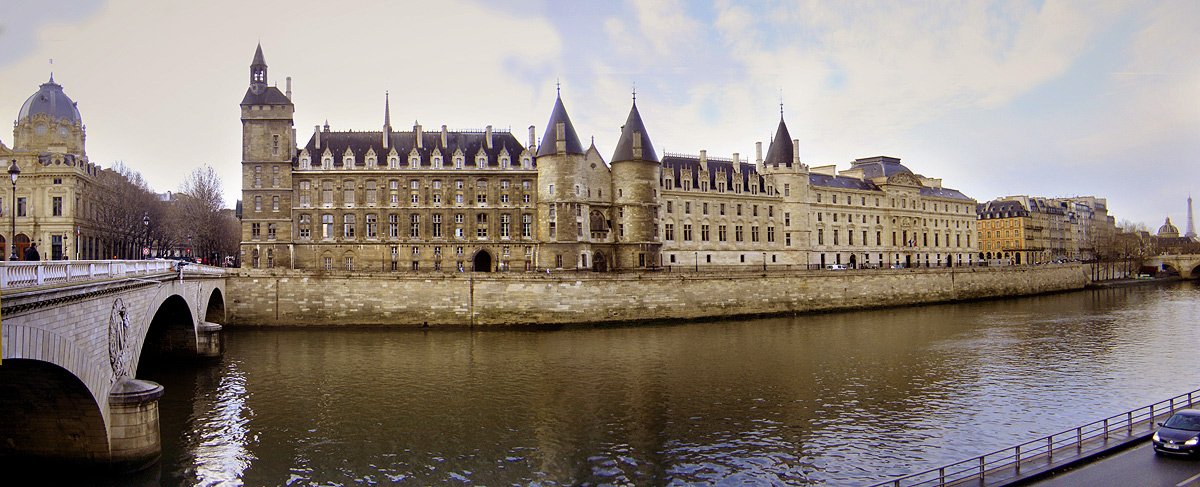
A Conciergerie a Szajnával és a Pont au Change-zsal
Balról jobbra: az Óratorony, a Caesar-torony, az Ezüsttorony, a Bonbec-torony, valamint a Fellebbviteli Bíróság épülete

A Conciergerie északi, Szajna-partra néző homlokzatán jól megfigyelhetőek a különböző átépítési szakaszok. A Caesar-torony és az Óratorony közötti szárnyat 1859-ben építették át, illetve bővítették egy harmadik szinttel középkori stílusban. A homlokzatot támoszlopok és kő ablakosztók tagolják, a meredek síkú tetőszerkezetet dísztornyos manzárdablakok szegélyezik. Az Ezüsttorony és a Bonbec-torony közötti nyugati szárny megjelenésében a Conciergerie folytatásában 1869-ben felépült Fellebbviteli Bíróság stílusához lett igazítva. Ez az épületszárny alacsonyabb az 1859-ben felépültnél, hiszen itt a munkálatok nem jártak emeletráépítéssel. A homlokzat némileg eklektikus benyomást kelt: az ablakok fölé csúcsíves ablakszemöldökök kerültek, s a magastető, valamint a díszes manzárdablakok kialakítása az itáliai reneszánszt idézi. A Bonbec-torony ugyanekkor esett át jelentős, emeletráépítéssel járó átalakításon, s napjainkban már kevéssé emlékeztet az eredeti, 13. századi toronyra csipkézett, bástyaszerű attikájával. Az Óratorony a Conciergerie négy tornya közül a legfiatalabb és a legmagasabb, egyszersmind az egyetlen négyszög alaprajzú is. Falán nem az eredeti, 1370-ben készült óra látható, hanem Germain Pilon 1585-ben készített míves szerkezete.
Sok változáson esett keresztül az ikertornyoknál nyíló Őrök terme is, ahol azonban néhány korabeli építészeti elem is megfigyelhető. A 230 négyzetméteres alapterületű helyiség főpillérjéről úgy tartják, hogy Héloïse és Pierre Abélard legendás szerelmét örökíti meg a fejezetén található, kőbe faragott jelenet.

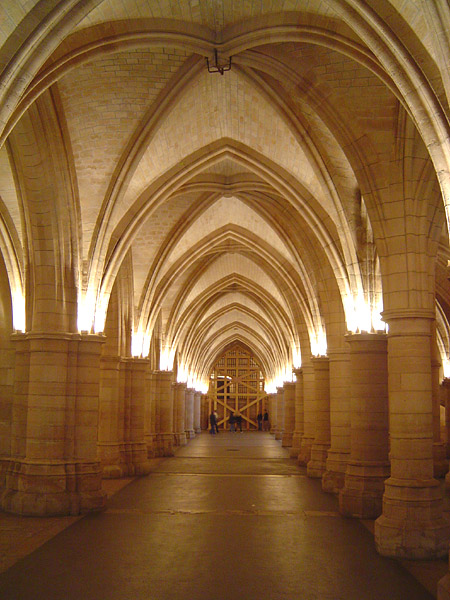
A Fegyveresek terme

Az innen nyíló Fegyveresek terme, a hajdani palotaőrök refektóriuma Európa egyik legépebben megmaradt, egyben legnagyobb középkori terme. Hossza 64, szélessége 27,5 méter, területe megközelíti az 1800 négyzetmétert, belmagassága a padlózat és a boltozat záradékpontja között eléri a 9 métert. Keresztboltozatos mennyezete a terem hosszában kilenc, keresztben négy boltszakaszra tagolódik, s ezeket erőteljes, leveles fejezetű gótikus oszlopok támasztják alá. A három oszlopsor közül egyedül a középső nem eredeti, amely 1812-ben került a helyére, miután az általa alátámasztott boltozat beomlott. Ennek oka az lehetett, hogy a Fegyveresek terme feletti egykori fogadóterem kiégését követően kőboltozatokat kapott, s a középkori oszlopszerkezet nem bírta a jelentősen megnövekedett statikai terhelést. A déli falon vágott ablak egykor a Cité-palota udvarára nézett, napjainkban azonban kevés fény árad be a terembe ezen keresztül, az elmúlt korszakokban felépített, egymásra zsúfolt épületszárnyak miatt. A másik két, a nyugati és az északi falon lévő ablakok funkciójukat a quai de l’Horloge 1580–1610 közötti kialakítása miatt nem tudják betölteni, az utcai járószint ugyanis annyira megemelkedett, hogy az ablakok alsó része el lett vágva a természetes fényforrástól. A négy falba vágva találhatóak az egykori tűzterek, kandallók mélyedései. A terem nyugati szomszédságában vasráccsal elválasztott folyosó húzódik, amely a mindközönségesen Monsieur de Paris néven emlegetett mindenkori ítéletvégrehajtó helyiségeihez és a kitüntetett figyelmet érdemlő rabok celláihoz vezetett (innen a folyosó elnevezése: Rue de Paris). A folyosó túlsó végénél található a Foglyok terme (salle des Prisonniers), ahol az arisztokraták vártak ítéletükre, de itt pihenhettek le a börtönőrök és az ügyvédek is. A folyosóról nyíló első bal oldali helyiségben készítették elő a kivégzésükre indított foglyokat. A forradalmi évek alatt szokásos szertartás során eltávolították nyakkendőjüket, hajukat levágták, kezüket a hátuk mögött összekötötték, és tizenkettes csoportokban vezették őket a vesztőhelyre. A folyosóról nyíló további, kisebb cellákban raboskodott Mária Antónia, Danton és Robespierre, a kápolnából átalakított cellában pedig a Nemzeti Konvent 1793-ban letartóztatott tagjai, a huszonegy girondista várta kivégzését. Ha visszatérünk a Fegyveresek termébe, az északi falnál áll a monumentális csigalépcső, amely az emeleti helyiségbe, az Elveszett Léptek termébe vezet. A lépcső alatti falrészen – a szerkezetet erősítendő – a 19. században az összhatást némileg elrontó támpillérek sorát építették be.

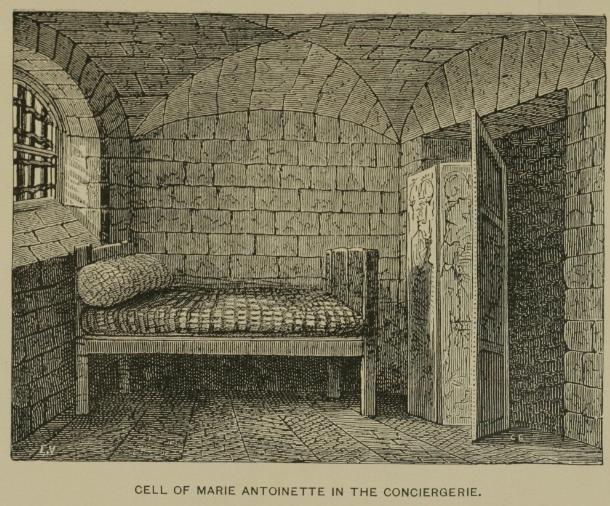
Mária Antónia cellája egy 1897-es ábrázoláson

Az emeleten található egykori Nagyterem, későbbi nevén Elveszett Léptek terme pontosan a földszinti Fegyveresek terme fölött található, és méretei is hasonlóak. Alapterületük megegyezik, az emeleti rész belmagassága azonban elmarad a Fegyveresek termétől. A mennyezeten kétszakaszos dongaboltozat fut végig, amelyeket a terem hosszanti tengelyében végigfutó oszlopsor támaszt alá. Az Elveszett Léptek terme a párizsi kommün alatt, 1871-ben kiégett, így a mai terembelső csupán rekonstrukció.
A Nagytermet és a Fegyveresek termét egyaránt kiszolgáló, egykori kétszintes konyha földszinti részének fennmaradt keresztboltozatos mennyezete, valamint a négy sarokban kiépített, hatalmas szabad tűzhelyek. A kéménykürtőket támívszerű szerkezetek rögzítik a legközelebbi oszlopokhoz.